# Nga tại Thế vận hội Mùa hè 2012
Nga tham dự Thế vận hội Mùa hè 2012 tại Luân Đôn từ 27 tháng 7 đến 12 tháng 8 năm 2012. ↵Vận động viên Nga đã giành được tổng cộng 324 huy chương (316 huy chương từ năm 1994) tại các kỳ Olympic mùa hè trong đó có 313 huy chương đã giành được kể từ Thế vận hội Mùa hè 1996. Tại Thế vận hội Mùa hè Luân Đôn 2012, Nga dự kiến sẽ giành khoảng 70 huy chương và kết thúc huy chương hoàn toàn ở vị trí số 3, tương tự vị trí kỳ Thế vận hội ngay trước đó. Không có đội Nga đã đủ điều kiện tham gia các môn thể thao khúc côn cầu trên sân và bóng đá trong các kỳ Thế vận hội. Đợt Thế vận hội này đánh dấu lần đầu tiên cho Nga mà vận động viên nữ đông hơn vận động viên nam tại Olympic, và quốc kỳ sẽ được một người phụ nữ mang.